# Lista episoadelor din Heroes
Aceasta este o listă a episoadelor din serialul de televiziune Heroes
| Sezon | Sezon                 | Titlu                    | Episoade | Premiera sezonului | Sfârșitul sezonului | Distribuție pe DVD | Distribuție pe DVD | Distribuție pe DVD |
| Sezon | Sezon                 | Titlu                    | Episoade | Premiera sezonului | Sfârșitul sezonului | Regiunea 1         | Regiunea 2         | Regiunea 4         |
| ----- | --------------------- | ------------------------ | -------- | ------------------ | ------------------- | ------------------ | ------------------ | ------------------ |
|       | Sezonul 1 (2006–2007) | Capitolul 1: Genesis     | 23       | 25 septembrie 2006 | 21 mai 2007         | 28 august 2007     | 10 decembrie 2007  | 19 septembrie 2007 |
|       | Sezonul 2 (2007)      | Capitolul 2: Generations | 11       | 24 septembrie 2007 | 3 decembrie 2007    | 26 august 2008     | 28 iulie 2008      | 1 octombrie 2008   |
|       | Sezonul 3 (2008–2009) | Capitolul 3: Villains    | 13       | 22 septembrie 2008 | 15 decembrie 2008   | 1 septembrie 2009  | 12 octombrie 2009  | 2 septembrie 2009  |
|       | Sezonul 3 (2008–2009) | Capitolul 4: Fugitives   | 12       | 2 februarie 2009   | 27 aprilie 2009     | 1 septembrie 2009  | 12 octombrie 2009  | 2 septembrie 2009  |
|       | Sezonul 4 (2009–2010) | Capitolul 5: Redemption  | 18       | 21 septembrie 2009 | 8 februarie 2010    | n/a                | n/a                | n/a                |

## Sezonul 1
- Sezonul 1, Episodul 0: Premiera serialului, episod netransmis

- Sezonul 1, Episodul 1: Capitolul Unu 'Genesis'

- Sezonul 1, Episodul 2: Capitolul Doi 'Don't Look Back'

- Sezonul 1, Episodul 3: Capitolul Trei 'One Giant Leap'

- Sezonul 1, Episodul 4: Capitolul Patru 'Collision'

- Sezonul 1, Episodul 5: Capitolul Cinci 'Hiros'

- Sezonul 1, Episodul 6: Capitolul Șase 'Better Halves'

- Sezonul 1, Episodul 7: Capitolul Șapte 'Nothing to Hide'

- Sezonul 1, Episodul 8: Capitolul Opt 'Seven Minutes to Midnight'

- Sezonul 1, Episodul 9: Capitolul Nouă 'Homecoming'

- Sezonul 1, Episodul 10: Capitolul Zece 'Six Months Ago'

- Sezonul 1, Episodul 11: Capitolul Unsprezece 'Fallout'

- Sezonul 1, Episodul 12: Capitolul Doisprezece 'Godsend'

- Sezonul 1, Episodul 13: Capitolul Treisprezece 'The Fix'

- Sezonul 1, Episodul 14: Capitolul Paisprezece 'Distractions'

- Sezonul 1, Episodul 15: Capitolul Cincisprezece 'Run!'

- Sezonul 1, Episodul 16: Capitolul Șaisprezece 'Unexpected'

- Sezonul 1, Episodul 17: Capitolul Șaptesprezece 'Company Man'

- Sezonul 1, Episodul 18: Capitolul Optsprezece 'Parasite'

- Sezonul 1, Episodul 19: Capitolul Nouăsprezece '.07%'

- Sezonul 1, Episodul 20: Capitolul Douăzeci 'Five Years Gone'

- Sezonul 1, Episodul 21: Capitolul Douăzecișiunu 'The Hard Part'

- Sezonul 1, Episodul 22: Capitolul Douăzecișidoi 'Landslide'

- Sezonul 1, Episodul 23: Capitolul Douăzecișitrei 'How to Stop an Exploding Man'

## Sezonul 2
- Sezonul 2, Episodul 1: Capitolul Unu 'Four Months Later...'

- Sezonul 2, Episodul 2: Capitolul Doi 'Lizards'

- Sezonul 2, Episodul 3: Capitolul Trei 'Kindred'

- Sezonul 2, Episodul 4: Capitolul Patru 'The Kindness of Strangers'

- Sezonul 2, Episodul 5: Capitolul Cinci 'Fight or Flight'

- Sezonul 2, Episodul 6: Capitolul Șase 'The Line'

- Sezonul 2, Episodul 7: Capitolul Șapte 'Out of Time'

- Sezonul 2, Episodul 8: Capitolul Opt 'Four Months Ago...'

- Sezonul 2, Episodul 9: Capitolul Nouă: Cautionary Tales

- Sezonul 2, Episodul 10: Capitolul Zece 'Truth & Consequences'

- Sezonul 2, Episodul 11: Capitolul Unsprezece 'Powerless'

## Sezonul 3
- Sezonul 3, Episodul 1: Capitolul Unu 'The Second Coming'

- Sezonul 3, Episodul 2: Capitolul Doi 'The Butterfly Effect'

- Sezonul 3, Episodul 3: Capitolul Trei 'One of Us, One of Them'

- Sezonul 3, Episodul 4: Capitolul Patru 'I Am Become Death'

- Sezonul 3, Episodul 5: Capitolul Cinci 'Angels and Monsters'

- Sezonul 3, Episodul 6: Capitolul Șase 'Dying of the Light'

- Sezonul 3, Episodul 7: Capitolul Șapte 'Eris Quod Sum'

- Sezonul 3, Episodul 8: Villains

- Sezonul 3, Episodul 9: Capitolul Nouă 'It's Coming'

- Sezonul 3, Episodul 10: Capitolul Zece 'The Eclipse Part 1'

- Sezonul 3, Episodul 11: Capitolul Unsprezece 'The Eclipse - Part 2'

- Sezonul 3, Episodul 12: Capitolul Doisprezece 'Our Father'

- Sezonul 3, Episodul 13: Capitolul Treisprezece 'Dual'

- Sezonul 3, Episodul 14: Capitolul Unu 'A Clear and Present Danger'

- Sezonul 3, Episodul 15: Capitolul Doi 'Trust and Blood'

- Sezonul 3, Episodul 16: Capitolul Trei 'Building 26'

- Sezonul 3, Episodul 17: Capitolul Patru 'Cold Wars'

- Sezonul 3, Episodul 18: Capitolul Cinci 'Exposed'

- Sezonul 3, Episodul 19: Capitolul Șase 'Shades of Gray'

- Sezonul 3, Episodul 20: Capitolul Șapte 'Cold Snap'

- Sezonul 3, Episodul 21: Capitolul Opt 'Into Asylum'

- Sezonul 3, Episodul 22: Capitolul Nouă 'Turn and Face the Strange'

- Sezonul 3, Episodul 23: Capitolul Zece '1961'

- Sezonul 3, Episodul 24: Capitolul Unsprezece 'I Am Sylar'

- Sezonul 3, Episodul 25: Capitolul Doisprezece 'An Invisible Thread'

## Sezonul 4
- Sezonul 4, Episodul 1: Capitolul Unu 'Orientation'

- Sezonul 4, Episodul 2: Jump, Push, Fall

- Sezonul 4, Episodul 3: Capitolul Doi 'Ink'

- Sezonul 4, Episodul 4: Capitolul Trei 'Acceptance'

- Sezonul 4, Episodul 5: Capitolul Patru 'Hysterical Blindness'

- Sezonul 4, Episodul 6: Capitolul Cinci 'Tabula Rasa'

- Sezonul 4, Episodul 7: Capitolul Șase 'Strange Attractors'

- Sezonul 4, Episodul 8: Capitolul Șapte 'Once Upon a Time in Texas'

- Sezonul 4, Episodul 9: Capitolul Opt 'Shadowboxing'

- Sezonul 4, Episodul 10: Capitolul Nouă 'Brother's Keeper'

- Sezonul 4, Episodul 11: Capitolul Zece 'Thanksgiving'

- Sezonul 4, Episodul 12: Capitolul Unsprezece 'The Fifth Stage'

- Sezonul 4, Episodul 13: Capitolul Doisprezece 'Upon This Rock'

- Sezonul 4, Episodul 14: Capitolul Treisprezece 'Let It Bleed'

- Sezonul 4, Episodul 15: Capitolul Paisprezece 'Close to You'

- Sezonul 4, Episodul 16: Capitolul Cincisprezece 'Pass/Fail'

- Sezonul 4, Episodul 17: Capitolul Șaisprezece 'The Art of Deception'

- Sezonul 4, Episodul 18: Capitolul Șapteprezece 'The Wall'

- Sezonul 4, Episodul 19: Capitolul Optsprezece 'Brave New World'